# Pij mleko (album)
Pij mleko – drugi album zespołu Chanel.

## Spis utworów
1. "Kubuś Puchatek" (3:50)
2. "Pij mleko" (3:33)
3. "Karawana" (4:31)
4. "Piękny świat" (3:59)
5. "Pij mleko" (wersja instrumentalna, 3:31)
6. "Wspomnienia" (5:20)
7. "Reminiscencja" (5:10)
8. "Bye Bye Chicago" (4:16)
9. "Jak zabawa to zabawa" (3:49)

## Twórcy
- Bogusław Rosłon - instrumenty klawiszowe, śpiew
- Sylwester Wasilewski - instrumenty klawiszowe
- Jarosław Gędziarski - instrumenty klawiszowe